# معركة ينيدجا
معركة ينيجة (بالإنجليزية: Battle of Yenidje) معركة بين الجيش اليوناني والجيش العثماني ووقعت في 19-20 أكتوبر، وذلك خلال حرب البلقان الأولى، حيث هزم الجيش اليوناني العثمانيين، وفتح الطريق نحو سلانيك بعد احتلال ينيجة.

## المعركة

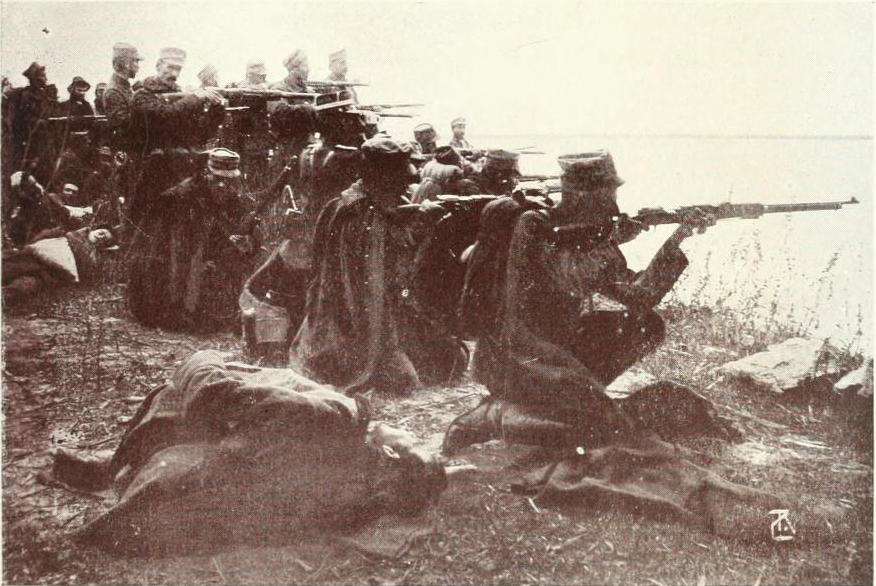
الجنود اليونانيين في البحيرة خلال المعركة

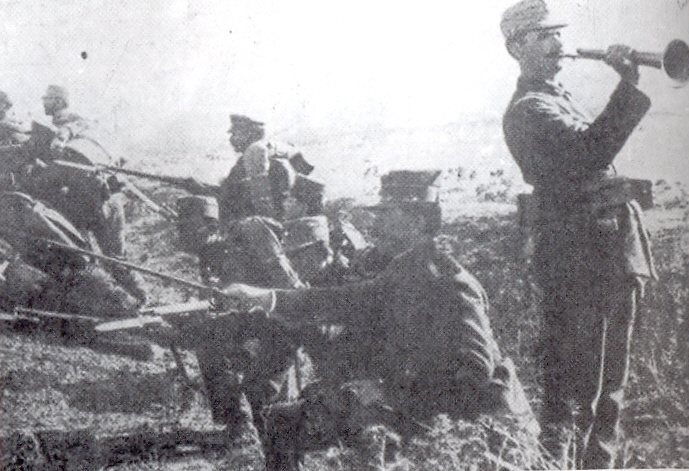
المشاة اليونانية

تجمع الجيش العثماني على الجبهة اليونانية في ينيجة وكان موقع ينيجة الاستراتيجي يسيطر على التلال المنخفضة، التي كانت بمثابة حواجز دفاعية ممتازة، في حين شكلت البحيرة القريبة عائقا في وجه المهاجمين واجبرتهم على التحرك في مساحة ضيقة نسبيًا، انتظر نحو 25000 جندي عثماني في ينيجة معززين بوحدات المدفعية في انتظار الجيش اليوناني، بدأت المعركة في 19 أكتوبر واستمرت يومين، وكان على القوات العسكرية اليونانية وضع جسر فوق مجرى باليتاس، وسط الأمطار الغزيرة، خلال ذلك تعرضت الافواج اليونانية لخسائر عديدة وبحلول المساء، قام الجيش اليوناني بشن هجوم بالمدفعية، كان الهجوم الذي شنه الجيش اليوناني ناجحًا وبحلول صباح اليوم العشرين، كان النصر حقيقة، بينما كانت خسائر العثمانيون أكثر بثلاث مرات، في نفس الوقت مهد المعركة الطريق لليونانيون للسيطرة على سلانيك الذي ساهم في تشكيل خريطة اليونان الحديثة.

بعد المعركة، سار قسطنطين الأول ملك اليونان مع الجيش اليوناني إلى سلانيك، واقترح حسن تحسين باشا شروط تسليم المدينة التي رفضها قسطنطين مرتين، وأخيرًا وافق العثمانيون على استسلام غير مشروط ودخل الإغريق مدينة سلانيك في 27 أكتوبر بعد أسر نحو 30000 أسير حرب.